# An Ideal Husband
Um Marido Ideal (An Ideal Husband, no original em inglês) é uma peça de teatro do escritor irlandês Oscar Wilde, publicada originalmente em 1895. Os temas centrais da peça são a corrupção e a chantagem, com críticas à sociedade vitoriana.